# Montceau-et-Écharnant
Montceau-et-Écharnant ist eine französische Gemeinde mit 179 Einwohnern (Stand 1. Januar 2022) im Département Côte-d’Or in der Region Bourgogne-Franche-Comté (vor 2016 Burgund). Sie gehört zum Arrondissement Beaune und zum Kanton Arnay-le-Duc.

## Lage
Montceau-et-Écharnant liegt etwa 37 Kilometer südwestlich von Dijon.
Nachbargemeinden von Montceau-et-Écharnant sind Lusigny-sur-Ouche im Norden, Mavilly-Mandelot im Osten, Meloisey im Südosten, Saint-Romain im Südosten und Süden, Cussy-la-Colonne im Süden, Val-Mont im Südwesten, Saussey im Westen sowie Écutigny im Nordwesten.

## Bevölkerungsentwicklung
| Jahr                       | 1962 | 1968 | 1975 | 1982 | 1990 | 1999 | 2006 | 2011 | 2019 |
| Einwohner                  | 179  | 143  | 126  | 121  | 118  | 121  | 139  | 158  | 188  |
| Quellen: Cassini und INSEE |      |      |      |      |      |      |      |      |      |

## Sehenswürdigkeiten
- Kirche Saint-Vincent in Montceau

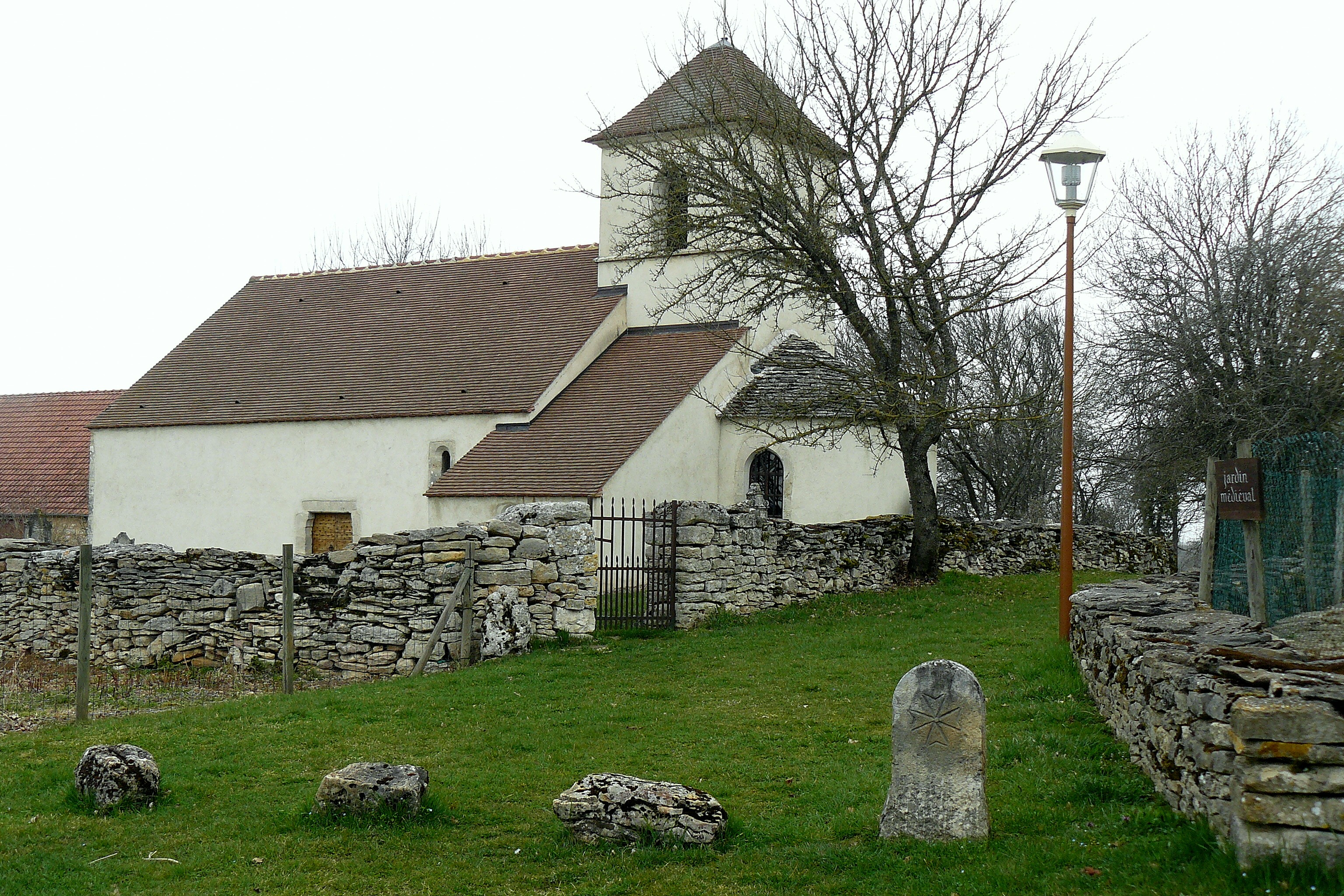
Kirche Saint-Jean-Baptiste in Écharnant

- Kirche Saint-Jean-Baptiste in Écharnant (ehemals Kapelle des Tempelritterordens aus dem 12. Jahrhundert)
- Windmühle